# Free Software Song
The Free Software Song to piosenka z gatunku filk napisana przez Richarda Stallmana do melodii bułgarskiej ludowej piosenki Sadi Moma. Tekst utworu nawiązuje do wolnego oprogramowania. Piosenka doczekała się metalowej wersji stworzonej przez Jono Bacona oraz wersji rytmicznej w wykonaniu formacji Fenster.
Utwór jest używany zarówno przez jego zwolenników, jak i przeciwników do podpierania swoich racji. Jamie Zawinski użył tej piosenki jako wytłumaczenie tego, dlaczego sądzi, że współpraca ze Stallmanem jest niemożliwa.
The Free Software Song została także wykonana przez grupę The GNU/Stallmans w filmie dokumentalnym Revolution OS.
Jak pisze sam Stallman na stronie projektu GNU, piosenka powstała na konwencie science-ficiton podczas zabawy polegającej na śpiewaniu, lub wybieraniu osoby śpiewającej. Autor śmieje się, że napisał tę piosenkę, bo wcześniej tego nie zrobił. Z tego samego powodu wybrał również melodię Sadi Moma.